# Contea di Glynn
La contea di Glynn (in inglese Glynn County) è una contea dello Stato della Georgia, negli Stati Uniti. La popolazione al censimento del 2000 era di 67 568 abitanti. Il capoluogo di contea è Brunswick.